# テレックス

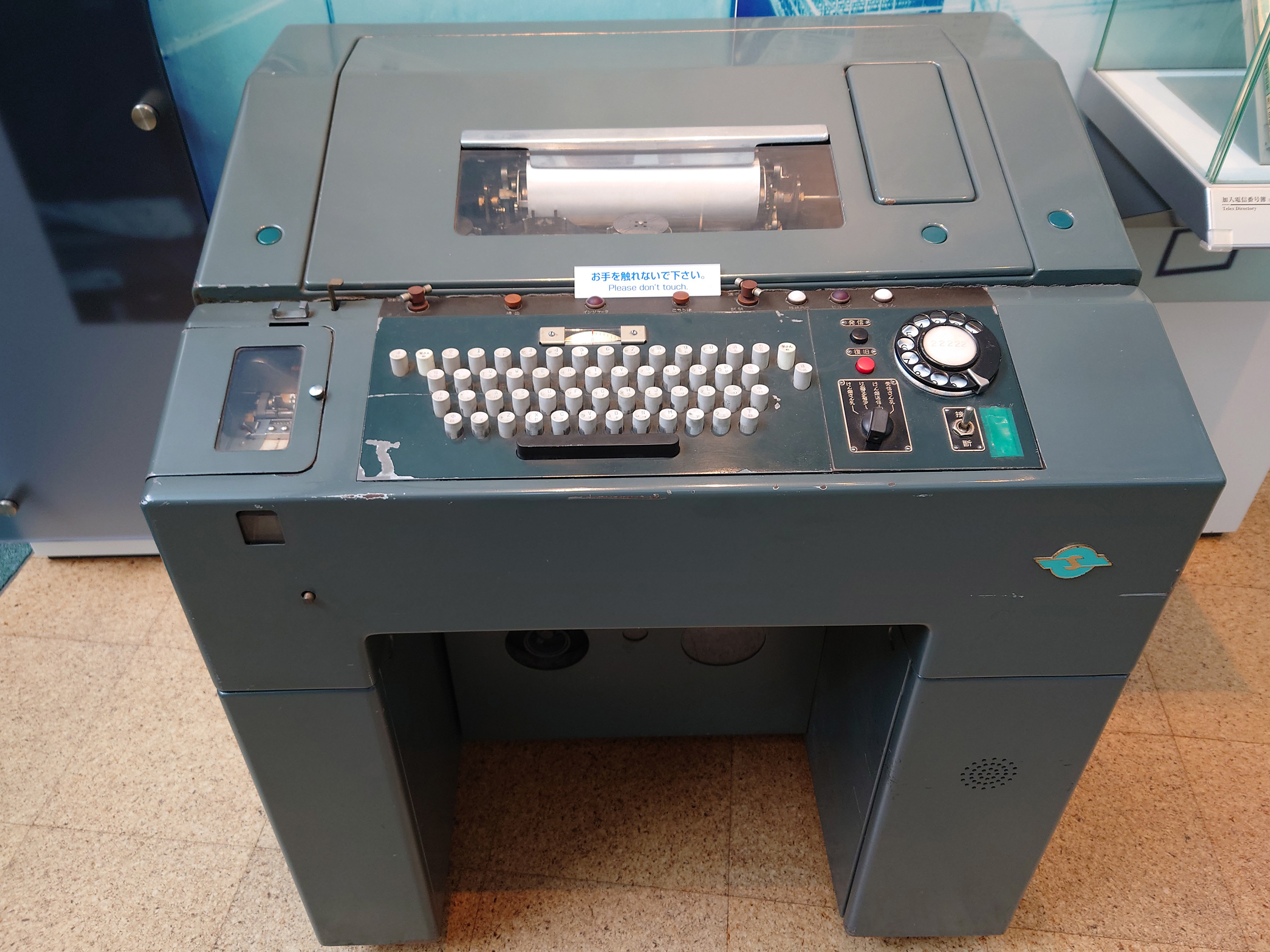
テレックス端末

テレックス（英語: Telex、Teletype exchange service）は、テレタイプ端末を使用した通信方式であり、電話のように通信相手の端末を指定できる。1930年代に確立し、2000年代前半頃まで商業通信手段として用いられた。
標準的なテレタイプは専用回線（又は特定回線）による特定地点間の通信であるが、テレックスは選択信号により通信相手を通信の都度に指定することができた。

## テレックス網
1931年5月にスイスのベルンで開催された第3回CCIT（国際電信諮問委員会　のちITU-T）において、ドナルド・マレーの作成したBaudot CodeをITA2として国際テレックス網の標準文字コードとした。
1931年11月21日に世界初のテレックス網サービスであるAT&TのTWX (TeletypeWriter eXchange) が開始された。この後、イギリスでは1932年8月15日に、ドイツでは1933年10月16日に、それぞれテレックスサービスが開始された。
1950年代には、企業に広く普及し、物流や商取引、通信社のニュース配信、気象通報で多く使われた。
商用では、1980年代のコンピュータネットワークの構築や、ファクシミリの登場、1990年代中頃からのインターネットの普及で、多くの一般商用テレックス通信は電子メールに移行されたことで終了した。その後は指揮通信など軍事目的の特殊な用途で活用されている。

### 日本

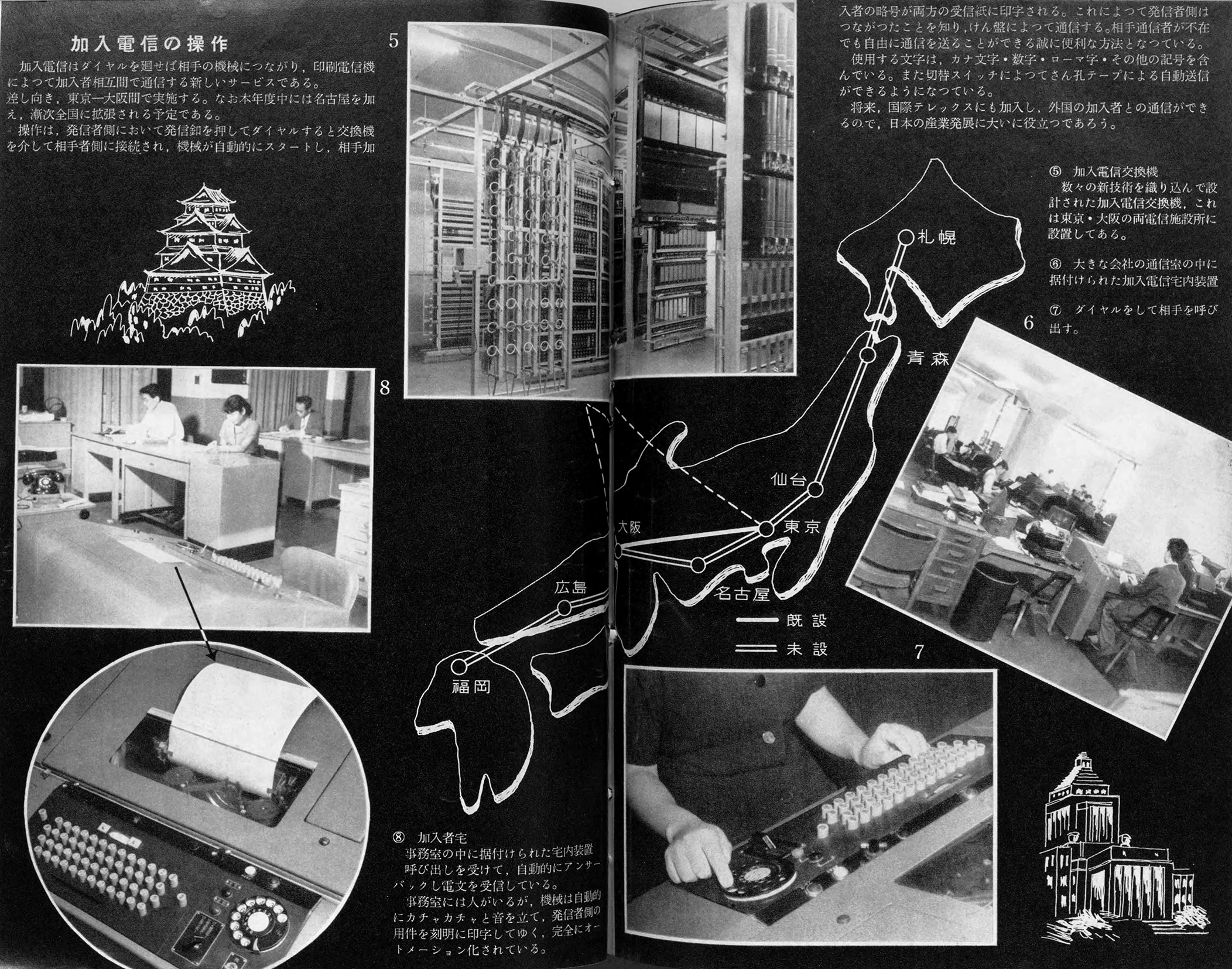
電電公社による加入電信サービス開始時の紹介記事

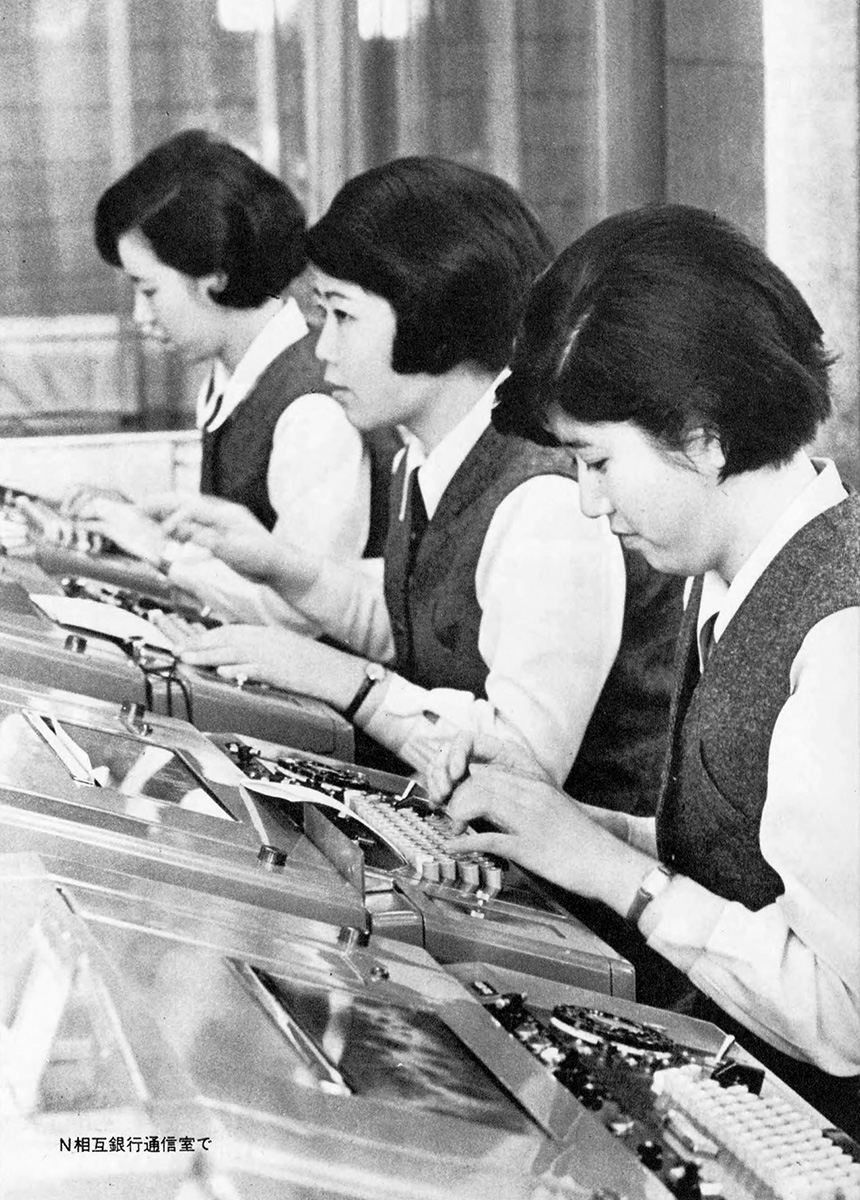
銀行で業務連絡に使われるテレックス

日本でのテレックス網は国内網である加入電信網と、国際網である国際テレックス網の2種が存在した。
ファクシミリや電子メールの普及でテレックスの需要が消滅したことにより、2002年9月30日に加入電信網の、2005年3月31日に国際テレックス網の役務提供が終了した。
なお、かつては自衛隊の通信科部隊（サイバー防衛隊＝旧・統合幕僚監部指揮通信システム部、陸上自衛隊システム通信団、海上自衛隊システム通信隊群、航空自衛隊航空システム通信隊）もテレックスを活用していたが、防衛統合デジタル通信網の整備に伴い、補完用途としての加入電信網の利用も終了した。

#### 加入電信網
日本電信電話公社が1956年10月15日に、東京都-大阪府間の試行サービスとして開始して全国に普及した。外国との通信は、国際テレックスの利用契約を国際電信電話（KDD）と締結して可能になった。

電電公社の民営化に伴い日本電信電話（NTT）に、さらにNTTの持株会社制移行によりNTTコミュニケーションズへ承継された。
また、NTT電話帳事業部（現・NTTタウンページ）では1990年代前半頃まで『テレックス電話帳』を発行しており、国立国会図書館の他、全国規模で電話帳を収集していたごく一部の図書館で閲覧することができた。
- 符号化方式:6単位符号 JIS X6001
- 伝送速度:50 bps
- ダイヤル方式:パルスダイヤル
- 伝送方式:単流方式・複流方式の併用

#### 国際テレックス網
KDDが1956年9月1日に、アメリカ合衆国とのサービスを開始した。国際テレックス網収容の加入者相互の通信は長く提供されなかったが、サービス末期には可能になった。KDDの一部の営業所において国際公衆テレックスサービスが行われていた。尚、キャラクタダイヤルによる自動コールの他、対地により即時コールや待時コールの取扱のみの場合もあった。
- 符号化方式:5単位符号 ITA2
- 伝送速度:45.45 bps
- ダイヤル方式:キャラクタダイヤル
- 伝送方式:単流方式（KDD設置の回線終端装置（責任分界点）から端末の間の伝送）、KDD局と回線終端装置は、電電公社の符号品目専用線を使用。

## その他
商社では短いメッセージであれば電報、比較的長い文章を送る場合はテレックスと使い分けられており、メッセージは基本的に英文であった。
文章の長さによって通信料が変わるため、省略可能な単語はできる限り省略する習慣があった。